# Никола Владикин
Никола Йонков Димитракев – Владикин (1862 – 1918) е български журналист и книжовник. Братанец на Евстатий Пелагонийски. Баща на професор Любомир Владикин.

## Биография
Роден и починал в село Голямо Белово, Пазарджишко. Редактира вестниците „Народен приятел“, „Драгоман“ и списанията „Дума“, „Разум“ (1893 – 1896) и „Съкровище“ (1898 – 1899).
Пише отзиви за произведения на Иван Вазов, Стоян Михайловски, Тодор Влайков.